# AutoConfig
L'AutoConfig è un tipo di tecnologia plug and play implementato nella piattaforma informatica Amiga. È stato introdotto nel 1986 con la release 1.2 di AmigaOS (il sistema operativo della piattaforma Amiga) ma, a causa di un bug, non è stato realmente utilizzabile fino alla successiva release di AmigaOS, la 1.3 del 1988. 
Amiga è stata tra i primi ad implementare il plug and play. Microsoft infatti ha introdotto il plug and play nel suo sistema operativo per personal computer Microsoft Windows, attualmente il più diffuso sistema operativo al mondo, solo nel 1995 con Windows 95.

## Funzionamento
Quando un computer Amiga viene acceso, il Kickstart verifica la presenza di eventuali schede di espansione e alloca automaticamente le risorse richieste da ciascuna di esse. Questo processo viene effettuato poco prima dell'avvio del Workbench, quindi prima dell'avvio del sistema operativo.